# Каміні
Каміні (італ. Camini, сиц. Camini) — муніципалітет в Італії, у регіоні Калабрія,  метрополійне місто Реджо-Калабрія‎.
Каміні розташоване на відстані близько 520 км на південний схід від Рима, 55 км на південь від Катандзаро, 85 км на північний схід від Реджо-Калабрії.
Населення — 752 особи (2014).

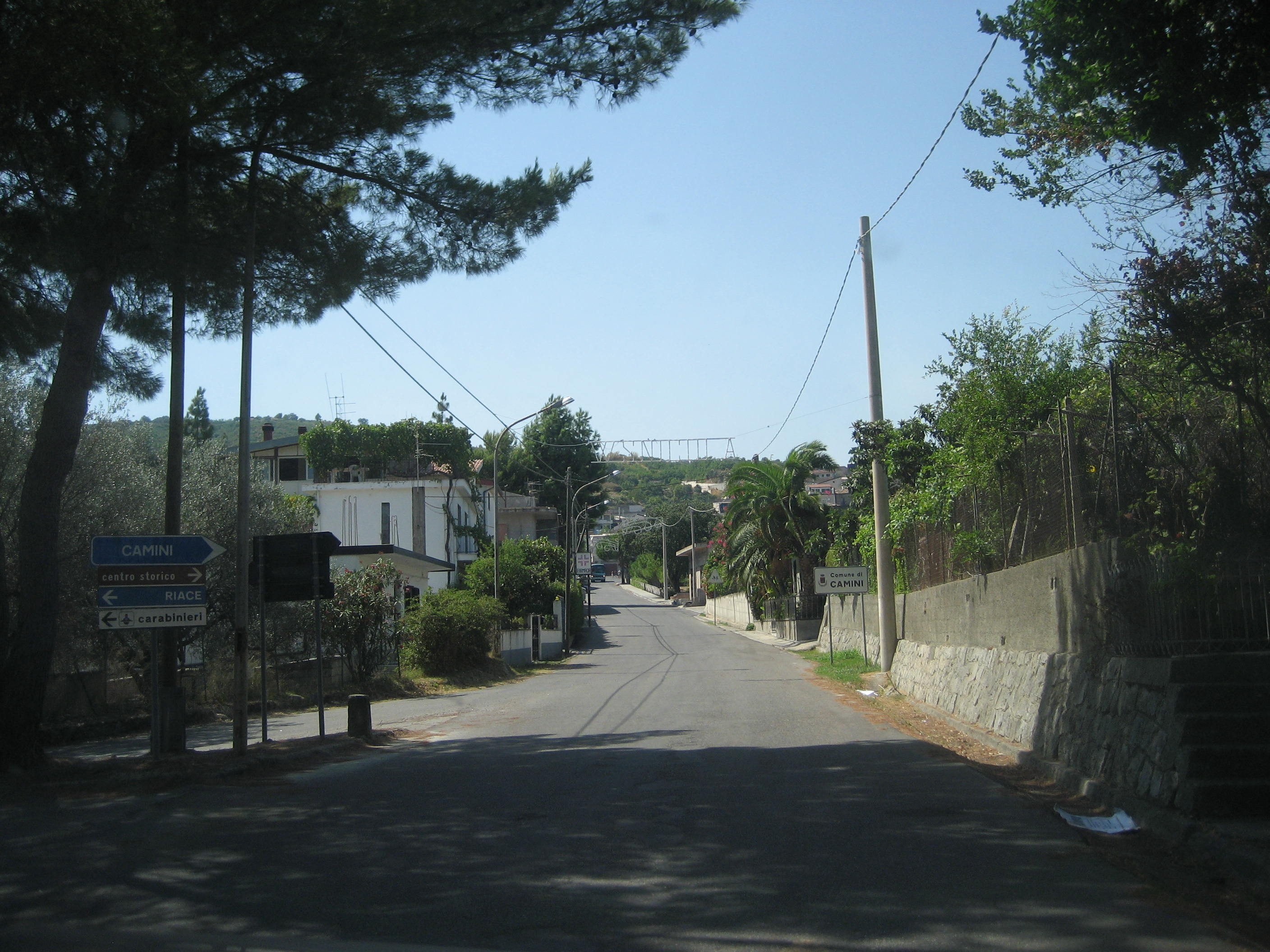

Щорічний фестиваль відбувається 6 грудня - 1° неділі травня - 1° неділі серпня . Покровитель — святий Миколай.

## Демографія
Населення за роками:

Станом на 1 січня 2023 року в муніципалітеті офіційно проживало 156 іноземців з 23 країн, серед них 15 громадян країн Євросоюзу.

## Сусідні муніципалітети
- Ріаче
- Стіньяно
- Стіло